# Ermita del Roser (la Vall d'Uixó)
L'ermita del Roser, situada al carrer homònim, al barri de l'Alcúdia o del Roser, un dels barris històrics de la localitat de Vall de Uxó, a la comarca de la Plana Baixa, és un temple catòlic catalogat com Bé de Rellevància Local segons la Disposició Addicional Cinquena de la Llei 5/2007, de 9 de febrer, de la Generalitat, de modificació de la Llei 4/1998, d'11 de juny, del Patrimoni Cultural Valencià (DOCV Núm. 5.449 / 13/02/2007); amb nombre d'identificació 12.06.126-015. És una de les ermites més antigues de la localitat, i potser la més antiga que es conserva a l'interior del nucli urbà.

## Història
La seva construcció data de finals del segle xvi o principis del XVII, i el més segur és que s'erigís sobre les restes d'una mesquita musulmana. En un primer moment va ser la seu temporal de la parròquia del Sant Ángel Custodio, fins que més tard es va dur a terme la construcció del temple sota aquesta advocació i el temple va passar a convertir-se en un nou temple sota l'advocació de la Verge del Rosari.
Quan en 1609 s'expulsa als moriscos, i a causa del descens de la població de la zona, el temple d'abandona, i fins fa poc no es va dur a terme la seva reconstrucció.

## Descripció
L'ermita és de petites dimensions, trobant-se en l'actualitat emmarcada entre habitatges particulars. La façana, que és l'única cosa que pot observar-se externament del temple, es remata en frontó triangular trencat per la presència d'un campanar d'espadanya amb buit de mig punt per a la campana i rematada de creu de forja.
Per accedir al temple cal pujar una escala que condueix a la porta, de fusta i amb llinda. Damunt de la porta s'obre una fornícula rectangular on pot observar-se un retaule ceràmic de la Verge i sengles obertures de mig punt a cada costat. A més, sobre aquestes obertures hi ha una cornisa, que recorre tota l'amplària del frontó dividint-ho en dues parts.

## Festivitat
El temple només té culte els dies 7 de cada mes. A més, la barriada en la qual se situa, festeja a la seva patrona el primer diumenge del mes d'octubre, duent-se a terme tant actes religiosos com a populars.